# 음성직
음성직(陰盛稷, 1947년 6월 28일 ~ )은 전직 교통평론가이자 전직 서울특별시 도시철도공사의 사장, 세계대중교통연맹(UITP)의 아시아·태평양 지역 의장이다. 본관은 죽산이다.
성동고등학교, 연세대학교 응용통계학 석사와 미국 노스웨스턴대 대학원의 도시 및 교통계획 박사과정을 나왔다. 이후 국토개발연구원의 교통연구실 선임연구위원을 거쳐 1994년부터 중앙일보의 수석전문위원 겸 논설위원으로 활동해왔다.
2002년 7월 21일 서울특별시의 교통 관리실장으로 임명되어 대중교통 정책 보좌관과 교통 관리 보좌관을 거치면서 2004년 서울특별시 버스 개편을 주도하는 등 3년 1개월간 서울특별시의 교통 정책을 총괄해오다가, 2005년 9월 2일에 사의를 표명한 제타룡 당시 서울특별시 도시철도공사 사장을 대신하여 서울특별시로부터 신임 사장으로 임명되었다. 임기 3년을 채운 후 2008년 9월 2일에 서울도시철도공사 사장에 다시 연임되었다.
2007년 3월 23일에는 태국 방콕에서 개최된 제8차 세계대중교통연맹 아시아·태평양 회의 및 정책위원회에서 세계대중교통연맹의 아시아· 태평양 지역의 의장으로 선출되었으며, 2009년 3월 10일 타이완 타이베이시에서 개최된 제10차 세계대중교통연맹 아·태 회의에서 아시아·태평양 지역의 의장에 연임되었다.
2011년 3월 2일자로 서울특별시 도시철도공사 사장직을 사퇴하였다.

## 뇌물 수수 사건
[2010.09.01] 머니투데이 : IT 대기업, 하청업체 금품수수 혐의로 조사
http://news.nate.com/view/20100901n14783
[2012.01.02] 경향신문 : MB측근 또 --- 음성직씨 '2억 뇌물' 의혹
http://news.khan.co.kr/kh_news/khan_art_view.html?artid=201201020305045&code=940301
2012년 4월 18일, 서울도시철도공사 사장 재직 시절 모 임대업체 회장으로부터 상가 개발 사업에 특혜를 줄 것과 관련해 뇌물을 받은 혐의로 불구속 기소되었다.
[2012.05.02] 한겨레신문 : 음성직이 파이시티 '물류계획' 작성 --- 원세훈이 용역결과 MB에 결재받아
http://www.hani.co.kr/arti/politics/administration/530819.html
[2012.05.20] 뉴시즈 : 검찰, 음성직 전 도철 사장 소환
http://www.newsis.com/ar_detail/view.html?ar_id=NISX20110520_0008268832&cID=10201&pID=10200%5B깨진+링크(과거+내용+찾기)%5D
[2012.06.20] 토마토뉴스 : '지하철 상가비리' 음성직 前 사장 "돈은 가족이 받았다"
http://www.newstomato.com/ReadNews.aspx?no=261737